# ام ولد، قریه
ام ولد (به عربی: أم ولد) یک روستا در سوریه است که در استان درعا واقع شده‌است. ام ولد ۷٬۵۴۷ نفر جمعیت دارد.